# Forum demographischer Wandel
Das Forum demographischer Wandel ist eine Initiative des Bundespräsidenten Köhler in Zusammenarbeit mit der Bertelsmann-Stiftung.
Ziel ist nach Darstellung des Forums die Schaffung eines Problembewusstseins für die Thematik und konkrete Handlungsvorschläge. Die Problematik der Überalterung zählt danach zu den größten Herausforderungen für Deutschland, laut Umfragen wird dies jedoch von der Bevölkerung nicht in ihren vollen Auswirkungen erkannt.
Es gibt aber auch Stimmen, die die Folgen des demographischen Wandels deutlich anders bewerten und auf die Interessengebundenheit der Schlussfolgerungen hinweisen. So soll der Eindruck erweckt werden, dass wir trotz hoher Arbeitslosigkeit bereits unter den demographischen Problemen leiden würden, wonach zu viele Rentner einer geringen Anzahl von Menschen im erwerbsfähigen Alter gegenüberstehen. 
Am 6. Dezember 2005 fand die erste Konferenz in der Berliner Vertretung des Landes Baden-Württemberg statt, bei der Bundespräsident Horst Köhler die Eröffnungsrede hielt. Es war der Auftakt einer Serie von Konferenzen, an der führende Vertreter von Staat und Gesellschaft teilnehmen werden.